# A Guarda
A Guarda är en kommun i Spanien. Den ligger i provinsen Pontevedra i den autonoma regionen Galicien i nordvästra delen av landet, 500 km nordväst om huvudstaden Madrid. Antalet invånare är 10 041 (2024). Arean är 20,90 kvadratkilometer.